# 胜芳市
胜芳市，中国旧市名。
位于冀中解放区。1945年9月5日由河北省霸县胜芳镇析置，在1947年10月27日取消，并入霸县。